# Economia Rusiei

Harta rețelei de foarte înaltă tensiune în timpul perioadei sovietice.

La mai mult de un deceniu de la prăbușirea Uniunii Sovietice din 1991, Rusia încearcă în continuare să edifice o economie de piață funcțională și să atingă o creștere economică mai ridicată.
După dizolvarea URSS-ului, primele semne ale refacerii economice au apărut în Rusia în 1997, arătând influențele economiei de piață. Totuși, în acel an, criza financiară asiatică a culminat în august în Rusia cu deprecierea rublei. Au urmat creșterea datoriei publice și scăderea nivelului de trai pentru cea mai mare parte a populației. În anul următor, 1998, recesiunea a continuat.
În 1999, economia a început să se refacă. Această refacere a fost favorizată de o rublă slabă, care a scumpit importurile și a stimulat exporturile. În 1999-2005, creșterea produsului intern brut a fost de aproximativ 6,7%, în special datorită creșterii prețului petrolului, continuării politicii rublei slabe, dar și creșterii producției industriale. În momentul de față, Rusia are un excedent comercial uriaș, datorat barierelor protecționiste la importuri și corupției locale care împiedică intreprinderile mici și mijlocii străine să importe produse rusești fără intermedierea firmelor locale.
Dezvoltarea economică a țării a fost extrem de inegală: regiunea Moscovei contribuie cu o treime din produsul intern brut, în condițiile în care în regiune este concentrată numai o zecime din populația țării.
Recenta refacere a economiei țării datorată creșterii prețului țițeiului, împreună cu eforturile guvernamentale reînnoite în 2000 și 2001 pentru ducerea la bun sfârșit a unor reforme structurale, au crescut încrederea investitorilor și oamenilor de afaceri în șansele Rusiei în al doilea deceniu de tranziție. Rusia a rămas profund dependentă de exporturile de materii prime, în mod special petrol, gaze naturale, metale și cherestea, care asigură 80% din totalul exporturilor, lăsând țara vulnerabila la variația prețurilor pe piața mondială. În ultimii ani, a crescut foarte mult cererea internă de bunuri de larg consum, aproximativ cu 12% anual în 2000-2005, ceea ce demonstrează întărirea pieței interne.
Produsul intern brut se apropie de 1.200 milioane € în 2004, ceea ce face ca economia Rusiei să fie cea de-a noua economie a lumii și a cincea a Europei. Dacă rata anuală de dezvoltare continuă astfel cum este acum, este de așteptat ca economia Rusiei să ajungă pe poziția a doua în Europa, după cea a Germaniei, în numai câțiva ani.
Pe 1 aprilie 2006, rezervele internaționale ale Rusiei atinseseră 206 miliarde $ și existau previziuni pentru creșterea acestei rezerve la 230-280 miliarde $ până la sfârșitul anului și la 300-400 miliarde $ la sfârșitul anului 2007..
Cea mai mare provocare care se află în fața guvernului Rusiei este modalitatea prin care pot fi încurajate și dezvoltate întreprinderile mici și mijlocii, în condițiile unui sistem bancar tânăr și lipsit de funcționalitate, dominat de oligarhii ruși. Numeroase bănci sunt deținute de oligarhi locali, care folosesc deseori fondurile băncilor pentru a-și finanța numai propriile afaceri.
Banca Europeană pentru Reconstrucție și Dezvoltare și Banca Mondială au încercat să inițieze practici bancare normale prin intermediul investițiilor de capital și al dividentelor, dar succesul a fost limitat.
Printre problemele economiei Rusiei se numără și dezvoltarea inegală a regiunilor țării. În timp ce regiunea capitalei Moscova se dezvoltă exploziv, nivelul de viață din zona metropolitană apropiindu-se de cel al celor mai dezvoltate țări europene, cea mai mare parte a țării, în special în zonele rurale și ale populațiilor minoritare din Asia, a rămas puternic în urmă. Dezvoltarea economică se face sesizabilă și în alte câteva mari orașe precum Sankt Petersburg, Kaliningrad și Ecaterinburg, ca și în zonele rurale adiacente.

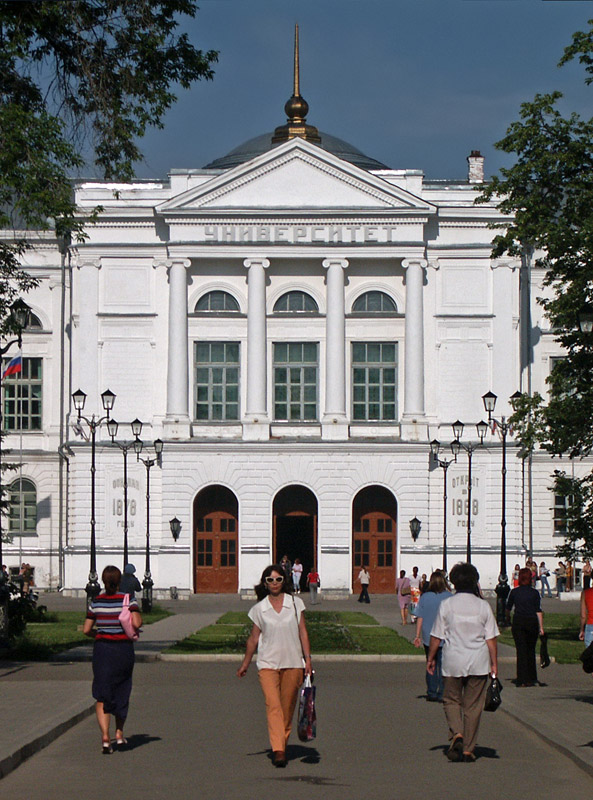
Universitate de stat din Tomsk.

Încurajarea investițiilor străine este de asemenea o provocare (solicitare), datorită barierelor legale, culturale, lingvistice și anumitor particularități politice ale țării. În ultimul timp s-au înregistrat investiții importante a unor mari investitori europeni, favorizate de prețurile scăzute ale terenurilor și forței de muncă, ca și de ratele de creștere mai ridicate decât în restul Europei. Nivelurile înalte de instruire și de civilitate ale majorității populației, inclusiv ale femeilor și minoritarilor, atitudinea seculară, structura de clasă mobilă, foarte buna integrare a minorităților în curentul cultural principal plasează Rusia mult mai bine decât majoritatea celorlalte așa numite țări în curs de dezvoltare și chiar mai bine decât unele țări puternic dezvoltate.
Până acum, țara a beneficiat de creșterea prețurilor la petrol și gaze naturale și a fost capabilă să-și plătească cea mai mare parte a uriașei datorii externe vechi. Redistribuirea echitabilă a veniturilor din exporturi de materii prime către celelate sectoare este totuși o mare problemă. Totuși, din 2003, importanța exporturilor de resurse naturale a început să scadă în balanța economică, în timp ce piața internă s-a întărit mult, stimulată masiv de creșterea volumului construcțiilor și de creșterea cererii pentru diverse bunuri și servicii.
Arestarea bogatului om de afaceri Mihail Hodorkovski sub acuzațiile de fraudă și corupție, în legătură cu marea privatizare organizate în timpul mandatului președintelui Boris Elțîn, a făcut ca numeroși investitori să se teamă pentru stabilitatea economiei Rusiei. Cea mai mare parte a uriașelor averi făcute în Rusia sunt datorate achiziționării industriilor statului la prețuri foarte scăzute sau de concesiuni avantajoase primite din partea guvernului. Alte țări și-au exprimat îngrijorarea în legătură cu aplicarea selectivă a legii împotriva anumitor oameni de afaceri, deși acțiunile guvernamentale au fost primite pozitiv de marea masă a rușilor sărăciți.
În plus, câteva mari firme internaționale investesc în Rusia. În conformitate cu statisticile Fondului Monetar Internațional, în Rusia s-au investit direct aproape 26 de miliarde de dolari în 2001-2004, din care 11,7 miliarde de dolari numai în 2004. În anul 2007, investițiile străine directe în Rusia s-au dublat, atingând 27,8 miliarde dolari, în condițiile în care creșterea economică a țării a generat o explozie a consumului.

## Produsul intern brut
Rusia a înregistrat în ultimii ani o creștere economică puternică, de 5,6% în 2008, 8,1% în 2007 (cea mai mare din ultimii 8 ani) și 7,7% în 2006.
Pentru anul 2009, autoritățile prevăd o scădere a PIB de 8,7%, dar estimează că țara a ieșit din recesiune în al treilea trimestru.
Această scădere este cel mai abrupt declin de la prăbușirea Uniunii Sovietice, în 1991, datorat în special ieftinirii hidrocarburilor, ce reprezintă 60% din exporturile țării.

## Industria auto
Piața auto a fost de 3 milioane de unități în anul 2008
și 2,6 milioane în 2011.
Cea mai mare companie constructoare de automobile este AvtoVAZ,
care produce modelul Lada și care avea o cotă de piață de 26% în 2008
și de 22% în 2011.
În anul 2010, producția de mașini (automobile) a Rusiei s-a dublat, la 1,15 milioane unități, susținută de programul de casare a autoturismelor vechi, care a stimulat vânzările.
Din acestea, 67.000 au fost camioane, 13.000 autobuze, și 105.000 vehicule comerciale ușoare.
În iulie 2014, premierul Dmitri Medvedev a semnat un decret prin care se interzice ca statul și autoritățile publice din Rusia să cumpere autovehicule produse în străinătate.

## Energie
Rusia este cel mai mare exportator de energie din lume datorită rezervelor uriașe de petrol și gaze naturale de care dispune.
Rusia este al doilea exportator de petrol (țiței) din lume.
Exporturile energetice rusești către China au crescut până la 6,7 miliarde dolari în 2007, față de 500 milioane dolari în 2001.

## Agricultura
În anul 2014, aproximativ 40% din hrana consumată în Rusia era importată.
În anul 2009, Rusia a avut o recoltă de grâu de 62 de milioane de tone
și s-a aflat pe locul al doilea în topul marilor exportatori mondiali de grâu.
Recolta de grâu a Rusiei acoperea 10% din producția mondială iar din producția sa, aproape 20% era destinată exportului.
Recolta totală de cereale a fost de 97 de milioane de tone în anul 2009
și 108 milioane de tone în 2008.
În anul 2010, Rusia a fost victima celei mai grave secete din ultimii 100 de ani, care a devastat culturile din această țară și a scăzut producția totală de cereale la 61 milioane de tone.
În anul 2011, Rusia a realizat o recoltă de cereale de 94,2 milioane tone, din care a exportat un nivel record de 27,6 milioane tone.

## Comunicații
În anul 2010, în Rusia existau 59,7 milioane de persoane care aveau acces la internet.

## Relații economice cu alte țări
Investițiile străine directe în Rusia au înregistrat în anul 2009 o scădere de 41% față de 2008, până la 15,9 miliarde dolari.
Investițiile străine totale, care le includ și pe cele din piața de capital, s-au redus cu 21%, la 81,9 miliarde dolari.

## Relațiile economice cu România
Interesele companiilor rusești în economia românească s-au axat exclusiv în zona industrială.
- În anul 1998, Lukoil a cumpărat rafinăria Petrotel Ploiești.
- În anul 2002, Marco Group a preluat un pachet de 10% acțiunile Alro Slatina, devenind acționarul majoritar. Ulterior, a preluat și Alprom Slatina și Alum Tulcea. Astfel, Marco Group (devenită Vimetco), deține în prezent (anul 2008) toată industria aluminiului din România.
- Uzinele Metalurgice Celiabinsk (Mechel) au preluat Combinatul de Oțeluri Speciale din Târgoviște în anul 2002, Industria Sârmei Câmpia Turzii în anul 2003 și Ductil Steel Buzău în 2007.
- TMK - un gigantic producător de țevi - au cumpărat în anul 2004, Combinatul Siderurgic Reșița[21]. Cu câțiva ani înainte, a cumpărat producătorul de țevi Artrom Slatina[22][23].
- În iunie 2007, doi investitori ruși, persoane fizice, au preluat peste 50% din acțiunile Metalexportimport de la mai mulți acționari, devenind acționari majoritari[22][24]. Din estimări reiese că aceștia au plătit aproximativ 1,6 milioane Euro pentru 51% din acțiuni.